# Stazione di Shin-Hakodate-Hokuto

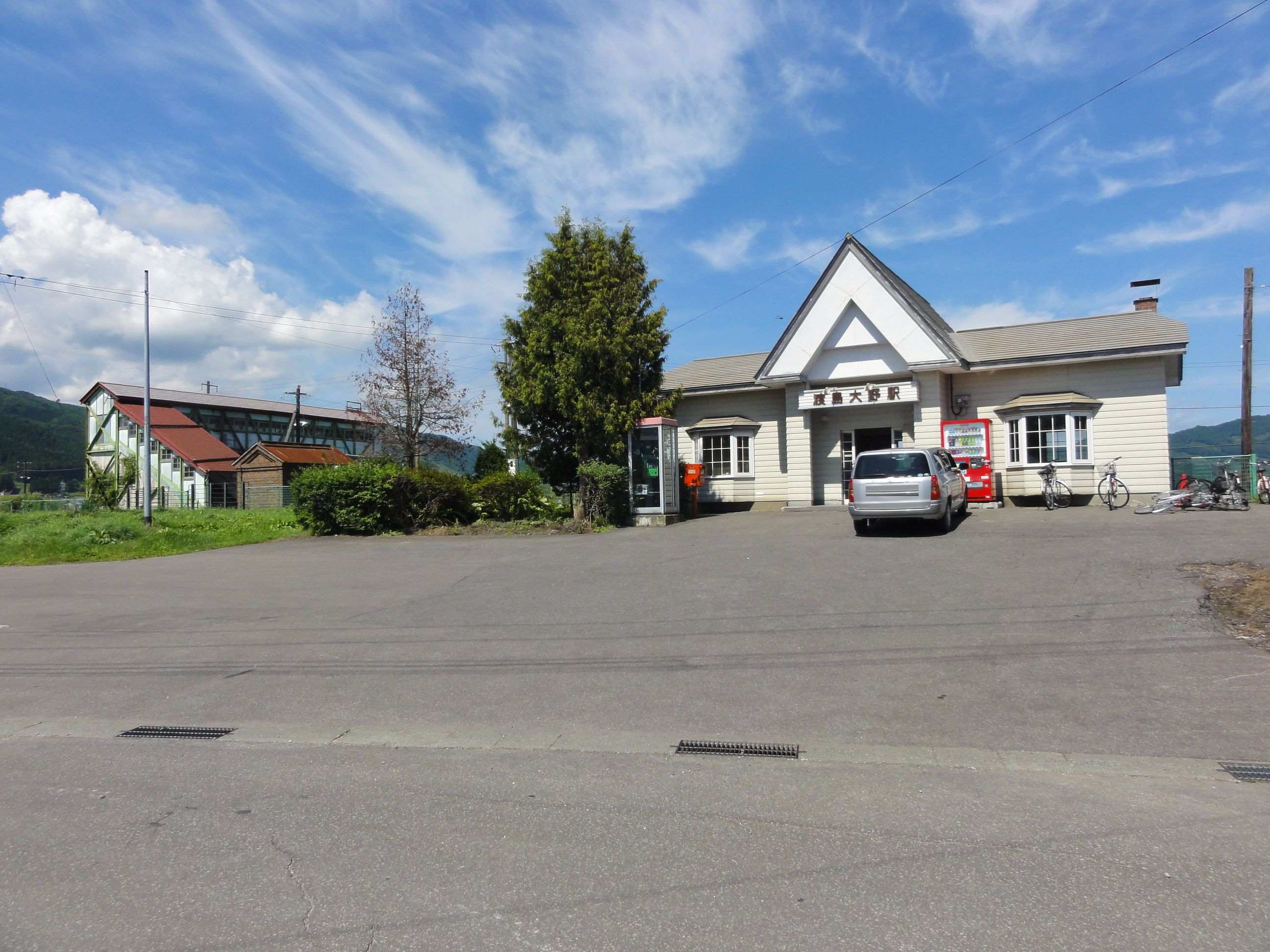
Il fabbricato viaggiatori prima dell'inizio dei lavori di ampliamento

La stazione di Shin-Hakodate-Hokuto (新函館北斗駅?, Shin-Hakodate-Hokuto-eki) è una stazione ferroviaria nella città di Hokuto, in Hokkaidō, sulla linea principale Hakodate, e capolinea dell'Hokkaidō Shinkansen al 2016. Si trova a 17,9 km da Hakodate.

## Storia
La stazione è stata inizialmente realizzata nel 1902 col nome di stazione di Hongō (本郷駅?, Hongō-eki), e assunse il nome di Oshima-Ōno (渡島大野駅?) nel 1942. Con la privatizzazione delle Ferrovie Nazionali Giapponesi nel 1987, passò sotto l'attuale gestione di JR Hokkaidō.
Selezionata come terminale provvisorio per la linea ad alta velocità Hokkaidō Shinkansen, il 26 marzo 2016 la stazione è rinata come Shin-Hakodate-Hokuto, passando da una piccola fermata a un grande scalo, con negozi e diverse attività.

## Struttura
Il fabbricato viaggiatori possiede grandi superfici vetrate e pilastri di colore bianco che richiamano i pioppeti diffusi nel vicino monastero Trappista. Al secondo piano è presente un mezzanino, con biglietteria presenziata, caffè, ristoranti e punti vendita. Al piano terra, nei pressi di una delle uscite, è stata posizionata una statua di Ken il guerriero, che in giapponese è chiamato "Hokuto no Ken", a richiamo del nome della città che ospita la stazione.
| Bin   | Linea               | Destinazioni                         |
| ----- | ------------------- | ------------------------------------ |
| 11-12 | Hokkaidō Shinkansen | Shin-Aomori, Morioka, Sendai e Tokyo |
| 13    | Hokkaidō Shinkansen | Non in uso                           |

| Bin | Linea                       | Direzione | Destinazioni                                    | Note                           |
| --- | --------------------------- | --------- | ----------------------------------------------- | ------------------------------ |
| 1   | ■ Linea principale Hakodate | Sud       | Hakodate（capilinea in questa stazione）        | Treno navetta "Hakodate Liner" |
| 2   | ■ Linea principale Hakodate | Nord      | Hakodate                                        | Esp. Limitato "Hokuto"         |
| 2-3 | ■ Linea principale Hakodate | Nord      | Oshamambe, Higashi-Muroran, Tomakomai e Sapporo | Esp. Limitato "Hokuto"         |
| 3-4 | ■ Linea principale Hakodate | Nord      | Ōnuma-Kōen, Mori e Oshamambe                    | Locali                         |
| 3-4 | ■ Linea principale Hakodate | Sud       | Goryōkaku e Hakodate                            | Locali                         |

## Stazioni adiacenti
Linea principale Hakodate: Nanae – Oshima-Ōno – Niyama